# Nothing but the Beat
Albums de David Guetta
One More Love
(2009) Listen
(2014)
Singles
1. Sweat
Sortie : 4 mars 2011
2. Where Them Girls At
Sortie : 2 mai 2011
3. Little Bad Girl
Sortie : 27 juin 2011
4. Without You
Sortie : 27 septembre 2011
5. Titanium
Sortie : 9 décembre 2011
6. Turn Me On
Sortie : 13 décembre 2011
7. I Can Only Imagine
Sortie : 4 mai 2012
8. She Wolf (Falling to Pieces)
Sortie : 7 août 2012
9. Just One Last Time
Sortie : 15 novembre 2012
10. Play Hard
Sortie : 25 mars 2013

Nothing but the Beat est le cinquième album studio de David Guetta. Il sort le 26 août 2011 sous le label Virgin Records (EMI). C'est incontestablement l'album que David Guetta vendit le plus avec environ 3,3 millions d'exemplaires dans le monde. Cet album bénéficia de nombreuses versions différentes dont récemment une version Ultimate rassemblant 29 titres.
4 éditions de l'album furent commercialisées dans le monde suivant les pays :
- L'édition deluxe contient deux disques : le premier est entièrement avec paroles et contient douze morceaux en collaboration avec des artistes R'n'B, hip-hop ou pop. Le 2e est instrumental et contient dix morceaux dont trois en collaboration avec d'autres DJ.
- L'édition standard[14] a un seul disque de 12 pistes avec paroles (celles du CD1 de l'édition Deluxe) et une piste instrumentale (présente sur le CD2 de l'édition Deluxe)
- L'édition 2.0
- L'édition Ultimate

Fin 2011, une avant-première du film Nothing But The Beat est projetée. Ce film retrace la carrière de David Guetta avec des témoignages entre autres de Chris Willis, Taio Cruz, Kelly Rowland, Akon, Snoop Dogg, Laidback Luke, Cathy Guetta et d'autres.
C'est le 7 août 2012 que David Guetta dévoila une nouvelle collaboration avec la chanteuse Sia intitulée She Wolf (Falling to Pieces) ainsi que la sortie de la réédition de son album Nothing But The Beat intitulé Nothing But The Beat 2.0 avec des nouvelles collaborations avec des artistes tels que Ne-Yo, Tegan & Sara, Akon, Taped Rai et Nervo ainsi que les deux premières chansons produites sous le nouveau label de David Guetta (Jack Back Records) : Wild Ones 2 et Metropolis.

## Singles

### Singles de Nothing but the Beat
Sweat, le premier single extrait de l'album sort le 4 mars 2011. Il s'agit d'un remix du titre Wet de Snoop Dogg. La chanson se classe à la première place des ventes de plusieurs pays, notamment en France.
Where Them Girls At est sorti le 2 mai 2011, en collaboration avec Flo Rida et Nicki Minaj.
Little Bad Girl est sorti le 27 juin 2011, en collaboration avec Taio Cruz et Ludacris.
Without You est sorti le 27 septembre 2011, en collaboration avec Usher.
Titanium est sorti le 9 décembre 2011, en collaboration avec Sia. Le single a été d'abord publié en tant que single promotionnel le 8 août 2011.
Turn Me On est sorti le 13 décembre 2011, en collaboration avec Nicki Minaj.
I Can Only Imagine est sorti le 4 mai 2012, en collaboration avec Chris Brown et Lil Wayne.

### Singles de Nothing but the Beat 2.0
She Wolf (Falling to Pieces) est le premier single extrait de Nothing but the Beat 2.0 et est sorti le 9 décembre 2011. Le single marque la seconde collaboration de David Guetta avec Sia après Titanium.
Just One Last Time est sorti le 15 novembre 2012, en collaboration avec Taped Rai.
Play Hard est sorti le 25 mars 2013, en collaboration avec Ne-Yo et Akon. La version single est différente de la version présente dans l'album.

### Singles promotionnels
Singles promotionnels sortis dans le cadre du "Countdown to...Nothing But The Beat" :
- Le 8 août 2011 : sortie de la chanson Titanium (avec Sia)
- Le 15 août 2011 : sortie de la chanson Lunar (avec Afrojack)
- Le 22 août 2011 : sortie de la chanson Night of Your Life (avec Jennifer Hudson)
- Le 26 mars 2012 : sortie de la chanson The Alphabeat.

Titre promotionnel sorti dans le cadre de la réédition Nothing but the Beat 2.0 et du nouveau label Jack Back Records
- Le 5 octobre 2012 : sortie de la chanson Metropolis (avec Nicky Romero)

## Liste des pistes

### Édition Deluxe (seule édition commercialisée en France)
| 1.  | Where Them Girls At (avec Nicki Minaj & Flo Rida)  | Tramar Dillard, Onika Maraj, Juan Silinas, Oscar Silinas, Jared Cotter, Michael Caren, David Guetta, Giorgio Tuinfort, Sandy Vee | David Guetta, Giorgio Tuinfort, Sandy Vee                                                               | 3:30 |
| 2.  | Little Bad Girl (avec Taio Cruz & Ludacris)        | Taio Cruz, Christopher Brian Bridges, David Guetta, Giorgio Tuinfort, Frédéric Riesterer                                         | David Guetta, Giorgio Tuinfort, Frédéric Riesterer, Daddy's Groove, Rutger Kroese                       | 3:12 |
| 3.  | Turn Me On (avec Nicki Minaj)                      | Ester Dean | David Guetta, Giorgio Tuinfort, Daddy's Groove, Rutger "Rutti" Kroese                                   | 3:19 |
| 4.  | Sweat (David Guetta vs. Snoop Dogg)                | Calvin Broadus, Cheri Williams, Derek Jenkins, Dwayne Richardson, Cassio Ware, David Singer-Vine, Niles Hollowell-Dhar           | David Guetta, Giorgio Tuinfort, Frédéric Riesterer                                                      | 3:16 |
| 5.  | Without You (avec Usher)                           | Raymond Usher, Taio Cruz, Rico Love                                                                                              | David Guetta, Giorgio Tuinfort, Frédéric Riesterer, Daddy's Groove, Mark "Exit" Goodchild               | 3:28 |
| 6.  | Nothing Really Matters (avec will.i.am)            | William Adams | David Guetta, Giorgio Tuinfort, Frédéric Riesterer, David Hachour, Florent Sabaton, Pierre-Luc Rioux    | 3:39 |
| 7.  | I Can Only Imagine (avec Chris Brown & Lil Wayne)  | Chris Brown, Dwayne Carter, Jacob Luttrell, Nasri Atweh                                                                          | David Guetta, Giorgio Tuinfort, Frédéric Riesterer, Daddy's Groove                                      | 3:29 |
| 8.  | Crank It Up (avec Akon)                            | Aliaune Thiam | David Guetta, Giorgio Tuinfort, Frédéric Riesterer, Fabian Lenssen, Silvio Ecomo, Rutger "Rutti" Kroese | 3.12 |
| 9.  | I Just Wanna F*** (avec Timbaland & Dev, Afrojack) | David Guetta, Jacob Luttrell, Amy Kaup, Jessica Sarangay, Niles Hollowell-Dhar, David Singer-Vine                                | David Guetta, Nick Van De Wall                                                                          | 3:23 |
| 10. | Night of Your Life (avec Jennifer Hudson)          | Crystal Johnson, Anthony Preston                                                                                                 | David Guetta, Giorgio Tuinfort                                                                          | 3:41 |
| 11. | Repeat (avec Jessie J)                             | Jessica Cornish, The Invisible Men, Ali Tennant                                                                                  | David Guetta, Giorgio Tuinfort, Frédéric Riesterer                                                      | 3.27 |
| 12. | Titanium (avec Sia)                                | Sia Furler | David Guetta, Giorgio Tuinfort, Afrojack                                                                | 4:05 |

#### Édition Ultimate
Disque 1 : Vocal Album
| N° | titres                                             | durée |
| -- | -------------------------------------------------- | ----- |
| 1  | Titanium (feat. Sia)                               | 4:05  |
| 2  | Turn Me On (feat. Nicki Minaj)                     | 3:19  |
| 3  | She Wolf (Falling To Pièces) [feat. Sia]           | 3:42  |
| 4  | Without You (feat. Usher)                          | 3:28  |
| 5  | I Can Only Imagine (feat. Chris Brown & Lil Wayne) | 3:29  |
| 6  | Play Hard (feat. Ne-Yo & Akon)                     | 3:21  |
| 7  | Wild One Two (feat. Nicky Romero & Sia)            | 3:09  |
| 8  | Just One Last Time (feat. Taped Rai)               | 3:47  |
| 9  | In My Head (feat. Nervo)                           | 3:51  |
| 10 | Where Them Girls At (feat. Nicki Minaj & Flo Rida) | 3:14  |
| 11 | Little Bad Girl (feat. Taio Cruz & Lucaris)        | 3:12  |
| 12 | Sweat (David Guetta vs Snoop Dogg)                 | 3:16  |
| 13 | Crank It Up (feat. Akon)                           | 3:12  |
| 14 | Nothing Really Matters (feat. will.i.am)           | 3:39  |
| 15 | I Just Wanna F. (feat. Timbaland, Dev & Afrojack)  | 3:23  |
| 16 | Night of Your Life (feat. Jennifer Hudson)         | 3:41  |
| 17 | Repeat (feat. Jessie J)                            | 3:26  |
| 18 | I'm a Machine (feat. Crystal & Tyrese)             | 3:34  |

| 13. | I'm a Machine (avec Crystal & Tyrese) |  | David Guetta, Giorgio Tuinfort, Frédéric Riesterer | 3:34 |

| 14. | Where Them Girls At (Afrojack remix) | Dillard, Minaj, J. Silinas, O. Silinas, Cotter, Caren, Guetta, Tuinfort, Vee | Guetta, Vee | 6:24 |

| 1.  | The Alphabeat                         | David Guetta, Giorgio Tuinfort, Daddy's Groove                     | 4:29 |
| 2.  | Lunar (avec Afrojack)                 | David Guetta, Nick Van De Wall, Giorgio Tuinfort                   | 5:16 |
| 3.  | Sunshine (avec Avicii)                | David Guetta, Avicii, Giorgio Tuinfort, Daddy's Groove             | 6:00 |
| 4.  | Little Bad Girl ((Instrumental Edit)) | David Guetta, Giorgio Tuinfort, Frédéric Riesterer, Daddy's Groove | 4:02 |
| 5.  | Metro Music                           | David Guetta, Giorgio Tuinfort, Daddy's Groove                     | 4:13 |
| 6.  | Toy Story                             | David Guetta, Giorgio Tuinfort                                     | 3:45 |
| 7.  | The Future (avec Afrojack)            | David Guetta, Nick Van De Wall                                     | 4:16 |
| 8.  | Dreams                                | David Guetta, Giorgio Tuinfort, Frédéric Riesterer                 | 4:49 |
| 9.  | Paris                                 | David Guetta, Frédéric Riesterer, David Hachour, Florent Sabaton   | 4:40 |
| 10. | Glasgow                               | David Guetta, Giorgio Tuinfort, Daddy's Groove                     | 5:13 |

Version Ultimate
| N° | titres                         | durée |
| -- | ------------------------------ | ----- |
| 4  | What The F***                  | 4:07  |
| 5  | Metropolis (avec Nicky Romero) | 5:30  |
| 6  | The Alphabeat                  | 4:29  |
| 7  | Metro Music                    | 4:13  |
| 8  | Toy Story                      | 3:45  |
| 9  | The Future                     | 4:16  |
| 10 | Dreams                         | 4:49  |
| 11 | Paris                          | 4:40  |
| 12 | Glasgow                        | 5:13  |

Disque 3 : Party Mix
| N° | titres                                                                                 | durée |
| -- | -------------------------------------------------------------------------------------- | ----- |
| 1  | Where Turn Girls At (feat Nicki Minaj & Flo Rida) (Nicki Romero & Sydney Samson remix) | 4:18  |
| 2  | Turn Me On (feat Nicki Minaj (Sydney Samson remix)                                     | 5:14  |
| 3  | Sweat (David Guetta vs Snoop Dogg) (Afrojack Dub Remix)                                | 6:03  |
| 4  | Paris                                                                                  | 4:03  |
| 5  | Without You (feat Usher) [Nicky Romero remix]                                          | 4:15  |
| 6  | Little Bad Gril (feat Taio Cruz et Lucaris) [Club Edit]                                | 4:14  |
| 7  | The Future (avec Afrojack)                                                             | 3:56  |
| 8  | Titanuim (feat Sia)                                                                    | 4:00  |
| 9  | Sunshine (avec Avicii)                                                                 | 5:29  |
| 10 | Lunar (avec Afrojack)                                                                  | 4:50  |